# Julia Wieninger
Julia Wieninger (geboren 1968 in München) ist eine deutsche Schauspielerin.

## Leben und Werk
Wieninger absolvierte ihr Schauspielstudium an der Hochschule für Musik und Darstellende Kunst in Stuttgart. Im Anschluss daran wurde sie ans Wiener Burgtheater verpflichtet, dessen Ensemble sie von 1991 bis 1996 angehörte. Es folgten Engagements am Schauspiel Bonn, am Deutschen Theater in Berlin, am Düsseldorfer Schauspielhaus, am Theater Bremen, am Hessischen Staatstheater in Wiesbaden und am Schauspiel Leipzig. Die Regisseurin und Intendantin Karin Beier holte sie in der Spielzeit 2007–08 ins Ensemble des Schauspiel Köln.
Seit der Spielzeit 2013–14 gehört Julia Wieninger – wiederum in der Intendanz von Karin Beier – zum Ensemble des Deutschen Schauspielhauses in Hamburg.
Mehrfach trat sie in Stücken von Elfriede Jelinek auf. Einige Inszenierungen, in denen sie mitwirkte, wurden zum Berliner Theatertreffen eingeladen, darunter die Reise durch die Nacht nach Friederike Mayröcker (Regie: Katie Mitchell), John Gabriel Borkman von Henrik Ibsen (Regie: Karin Henkel) und zuletzt Am Königsweg von Elfriede Jelinek (Regie: Falk Richter). Die Schauspielerin arbeitete mit einer Reihe namhafter Regisseure zusammen, darunter Alvis Hermanis, Hans Hollmann, Falk Richter, David Mouchtar-Samorai, Hans Neuenfels, Claus Peymann und Krzysztof Warlikowski, aber auch mit überraschend vielen Regisseurinnen, darunter – neben Karin Beier – auch Karin Henkel, Konstanze Lauterbach und Katie Mitchell.

## Wichtige Rollen
- Mehrere Rollen in Das Werk / Im Bus / Ein Sturz von Elfriede Jelinek, Produktion des Schauspiels Köln, mit Susanne Barth, Lina Beckmann, Rosemary Hardy, Thomas Loibl, Caroline Peters, Laura Sundermann, Michael Weber, Kathrin Wehlisch, Julia Wieninger und Manfred Zapatka, Regie: Karin Beier, eingeladen zum Hamburger Theater Festival 2011 (Spielstätte: Deutsches Schauspielhaus)
- Reise durch die Nacht von Friederike Mayröcker, Schauspiel Köln 2012 und Theatertreffen Berlin 2013, Regie Katie Mitchell
- Gunhild in John Gabriel Borkman von Henrik Ibsen, Deutsches Schauspielhaus in Hamburg und Theatertreffen Berlin 2015, Regie: Karin Henkel[1]
- Winnie in Glückliche Tage von Samuel Beckett, Malersaal des Deutschen Schauspielhauses in Hamburg, 2015, Regie Katie Mitchell
- Irene in Reisende auf einem Bein von Herta Müller, Deutsches Schauspielhaus in Hamburg, 25. September 2015, Regie Katie Mitchell
- Henriette Flamm in Rose Bernd von Gerhart Hauptmann, Salzburger Festspiele (Pernerinsel in Hallein), 29. Juli bis 9. August 2017, Regie: Karin Henkel

## Auszeichnung
- 2015: Rolf-Mares-Preis für herausragende Darstellerin – als Winnie in Glückliche Tage im Malersaal des Deutschen Schauspielhauses